# J.J. Lehto

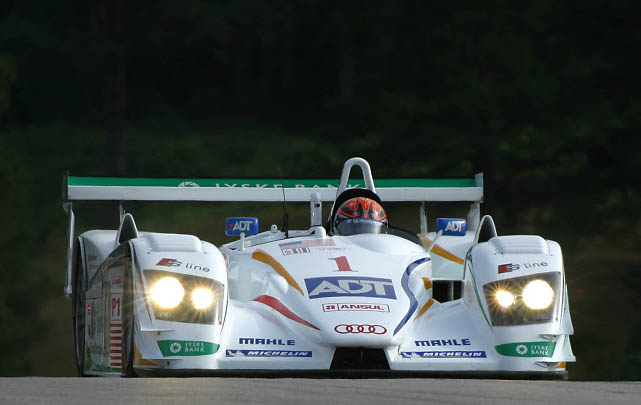
JJ Lehto under Petit Le Mans 2005.

Jyrki Juhani Järvilehto, mer känd som J.J. Lehto, född 31 januari 1966 i Esbo, är en finländsk racerförare.

## Racingkarriär
Järvilehto debuterade i Formel 1 för Onyx i Portugal 1989. Hans bästa placering totalt var tolfteplatsen i formel 1-VM 1991. Han fick även äran att köra för toppstallet Benetton under 1994, men misslyckades där. Efter Formel 1-karriären körde han i den tyska DTM-serien 1995-1996. Lehtos största meriter är dock segrarna i Le Mans 24-timmars 1995 och 2005.
Efter sin karriär i Formel 1 tävlade han i olika amerikanska racingserier.

## Rättegång för dödsvållande i båtolycka
Den 14 december 2011 dömdes Järvilehto till två år och fyra månaders ovillkorligt fängelse för grovt dödsförvållande, grovt äventyrande av trafiksäkerheten och roderfylleri. Enligt domen hade han med minst 2,5 promille alkohol i blodet kört sin båt med minst 79 kilometer i timmen (42 knop) i Jomalvik kanal, med hastighetsbegränsningen 5 kilometer i timmen. Båten kolliderade med ett brofäste och hans vän som var med i båten dog. Järvilehto hävdar att vännen, som också var alkoholpåverkad, kört, men tingsrätten uppfattar den tekniska och medicinska bevisningen som tillräcklig. Järvilehto överklagade domen. Åbo hovrätt förkastade alla åtal i november 2012 eftersom bevisföringen för att Järvilehto hade kört båten inte ansågs vara tillräcklig. 

## F1-karriär
| Säsong | Stall/Tillverkare                     | Poäng | Placering |
| ------ | ------------------------------------- | ----- | --------- |
| 1989   | Onyx-Ford                             | 0     | –         |
| 1990   | Onyx-Ford Monteverdi-Ford             | 0     | –         |
| 1991   | BMS Scuderia Italia (Dallara-Judd)    | 4     | 12        |
| 1992   | BMS Scuderia Italia (Dallara-Ferrari) | 0     | –         |
| 1993   | Sauber                                | 5     | 13        |
| 1994   | Benetton-Ford Sauber-Mercedes         | 1     | 24        |